# Беджиховиці (Нижньосілезьке воєводство)
Беджиховиці (пол. Biedrzychowice, нім. Friedersdorf am Queis) — село в Польщі, у гміні Ольшина Любанського повіту Нижньосілезького воєводства.
Населення — 966 осіб (2011).
У 1975-1998 роках село належало до Єленьоґурського воєводства.

## Демографія
Демографічна структура станом на 31 березня 2011 року:
|          | Загалом | Допрацездатний вік | Працездатний вік | Постпрацездатний вік |
| -------- | ------- | ------------------ | ---------------- | -------------------- |
| Чоловіки | 491     | 107                | 335              | 49                   |
| Жінки    | 475     | 91                 | 277              | 107                  |
| Разом    | 966     | 198                | 612              | 156                  |